# Академия изобразительных искусств в Лодзи
Академия изобразительных искусств имени Владислава Стржеминского в Лодзи  (пол. Akademia Sztuk Pięknych im. Władysława Strzemińskiego w Łodzi) — высшее художественное учебное заведение Польши. Основано в 1945 году.
Одна из семи польских академий изобразительных искусств.

## История
Возникла в 1945 как Высшая государственная школа пластических искусств в Лодзи. Первым ректором был Леон Ормезовский.
Огромное влияние на уровень подготовки студентов Академии оказал преподававший здесь в 1945—1950 русско-польский художник—авангардист, теоретик унизма в абстрактном искусстве Владислав Стржеминский (1893—1952), имя которого с 1988 года носит Академия.
В 1976 году заведение переехало в новое помещение, построенное по проекту Болеслава Кардашевского. Монументальное здание стало единственным в Польше примером комплекса, реализуемого для нужд современной многофакультетной школы искусств.
В 1996 школа получила статус Академии изобразительных искусств.

## Структура
Академия имеет четыре факультета:
- Графики и живописи
  - кафедра живописи, графики и скульптуры
  - кафедра графического пректирования
  - кафедра станковой графики
  - мультимедийная кафедра
- Ткани и одежды
  - кафедра общепластической подготовки
  - кафедра печати на тканях
  - кафедра ювелирных изделий
  - кафедра текстиля
  - кафедра дизайна моды
- архитектуры и дизайна
  - кафедра дизайна
  - кафедра визуальных связей
  - кафедра архитектуры помещений
- визуального искусства
  - кафедра живописи и рисунка
  - кафедра скульптуры, интермедии и пространственных проектов
  - отделение графики
  - отделение фотографии, фильма и цифрового медиаискусства
  - отделение теории и истории искусства.

Ректором на 2012—2016 избрана профессор Иоланта Рудзка-Хабисяк (Jolanta Rudzka-Habisiak).